# Liodessus leonensis
Liodessus leonensis is een keversoort uit de familie waterroofkevers (Dytiscidae). De wetenschappelijke naam van de soort is voor het eerst geldig gepubliceerd in 1990 door Franciscolo & Sanfilippo.